# Gustav Dörr

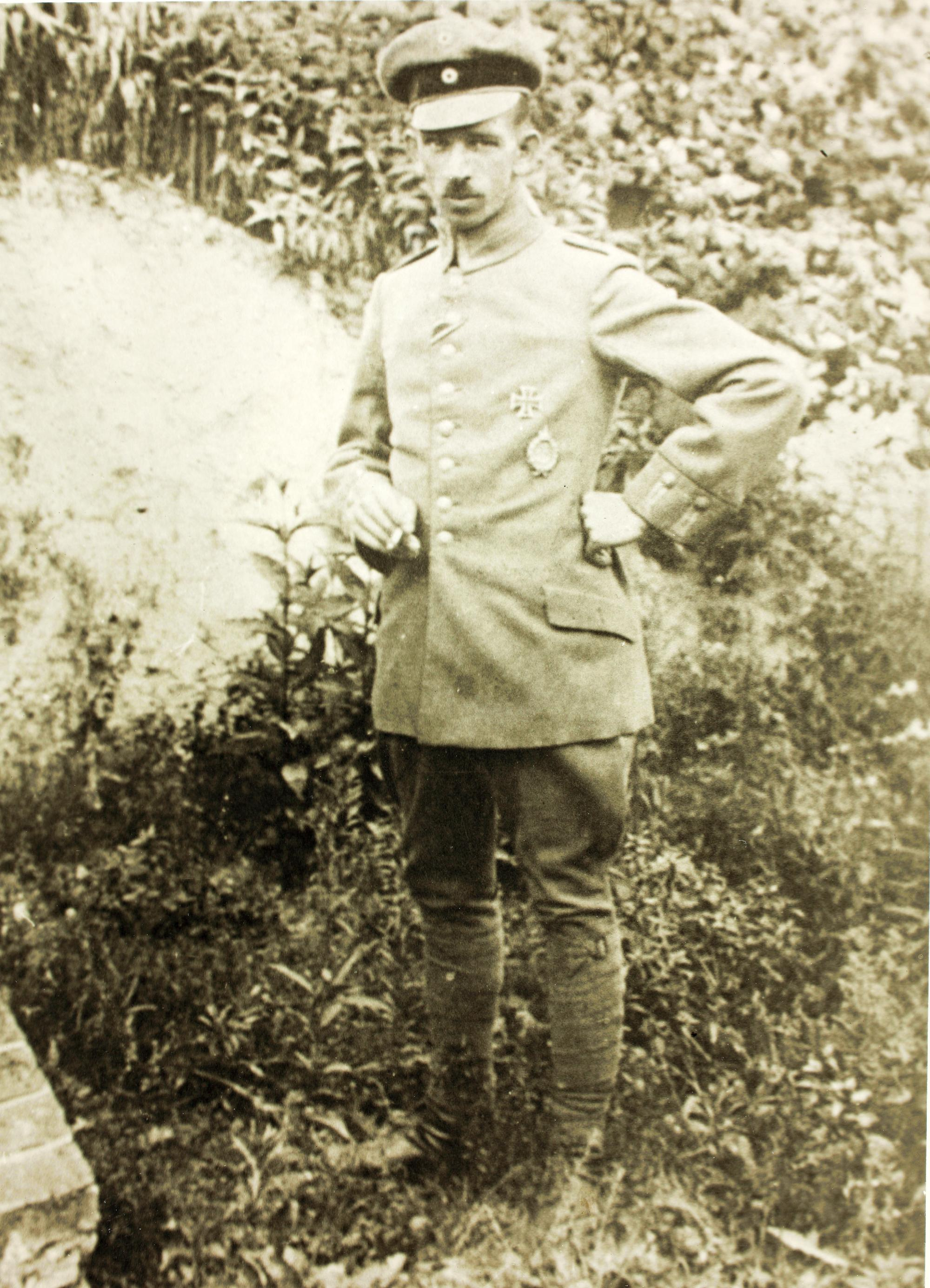
Gustav Dörr

Gustav Dörr (* 5. Oktober 1887 in Blindgallen/Ostpreußen; † 18. Juli 1928 bei Stendal) war einer der erfolgreichsten deutschen Jagdflieger im Ersten Weltkrieg und Träger des Goldenen Militärverdienstkreuzes. Trotz mehrerer Abstürze überlebte er den Krieg und wurde einer der ersten Verkehrsflieger der Deutschen Lufthansa.

## Leben
Dörr wurde in Blindgallen/Ostpreußen als Sohn eines Bauunternehmers geboren. Dörr absolvierte die Bauschule und begann 1905 bei der Krupp AG in Essen eine Ausbildung als Maschinenschlosser. 1908 wurde Dörr zum Militärdienst einberufen, den er beim Infanterie-Regiment 176 in Thora ableistete und als Unteroffizier beendete.
Im August 1914 wurde Dörr als Sergeant nach Ostpreußen in sein Regiment einberufen, wo er am 20. August 1914 in der Schlacht bei Gumbinnen durch Beckenschuss schwer verwundet wurde. Nach seiner Genesung kehrte er im Dezember 1914 zur Truppe zurück und nahm an der Schlacht an der Rawka bei Łódź teil. Bei einem Sturmangriff am 17. Februar 1915 durch Bajonettstich in die rechte Hüfte zum zweiten Mal verwundet, kam Dörr in das Garnisonslazarett Naumburg. Nach seiner Genesung wurde er am 1. Mai 1915 zum Ersatz-Bataillon seines Regiments entlassen, meldete sich jedoch auf ein Rundschreiben des Kriegsministeriums als Freiwilliger zur Ausbildung als Flugzeugführer. Dörr kam daraufhin im Juli 1915 zur fliegerischen Ausbildung nach Döberitz zur Flieger-Ersatz-Abteilung (FEA) 2 und anschließend zur Flieger-Ersatz-Abteilung 3 nach Gotha. Von dort wurde er am 10. März 1916 als Flugzeugführer zum Armee-Flugpark B an die Westfront in Marsch gesetzt, und von dort am 18. März zur Feldfliegerabteilung 68 versetzt, die in Habsheim im südlichen Elsass stationiert war und in der auch der damalige Vizefeldwebel Ernst Udet flog. Dörr wurde mit dem Eisernen Kreuz 2. Klasse ausgezeichnet und erhielt das Flugzeugführerabzeichen.
Mit dem Beginn der Schlacht an der Somme wurden Dörr und sein Beobachter Oberleutnant Serger zur Artillerie-Fliegerabteilung 6 versetzt und nahm an den schweren Kämpfen gegen die alliierte Luftüberlegenheit an der Somme teil. Dörr blieb bei der Abteilung 6, später in FA (A) 257 umbenannt. Bei einem Einsatzflug über der Aisne im Juni 1917 brach bei seinem Flugzeug 1400 m das Höhensteuer und stürzte ab. Sein Beobachter Leutnant Bohn kam ums Leben, Dörr überlebte mit sechsfachen Unterkieferbruch schwer verletzt und kam zur Behandlung in der Universitätsklinik Halle.
Drei Monate später kam Dörr zur Flieger-Ersatz-Abteilung 1 nach Altenburg, in deren Werft er von November 1917 bis Februar 1918 als Einflieger tätig war. Am 22. Dezember 1917 zum Offizierstellvertreter befördert und mit dem Eisernen Kreuz 1. Klasse ausgezeichnet, meldete er sich im Februar 1918 als Jagdflieger an die Westfront. Dörr kam zur Jasta 45 bei der 5. Armee. Bei seinem zweiten Einsatzflug am 17. März 1918 geriet er mit sechs anderen Deutschen in einen Luftkampf gegen 26 Franzosen und Engländer und schoss einen englischen Sopwith 1½ Strutter über dem Hessenwald bei Verdun ab. Danach wurde die Staffel der 7. Armee unterstellt; am neuen Frontabschnitt erzielte Dörr als erster seiner Staffel im April 1918 einen weiteren Luftsieg. Den dritten Gegner schoss Dörr am 28. Mai 1918 über der Marne ab, wurde dann jedoch von französischen Zweisitzern unter Feuer genommen. In 400 m wurde seine Albatros D.Va in Brand geschossen; Dörr gelang dennoch eine Bruchlandung im ca. 400–500 m breiten Niemandsland bei Fismes zwischen den französischen und deutschen Linien, konnte sich mit leichten Brandverletzungen aus der Maschine befreien und trotz des heftigen Feindfeuers zu den deutschen Stellungen durchschlagen. Am 29. August 1918, Dörr hatte inzwischen 18 Abschüsse erzielt, wurde ihm das goldene Militär-Verdienstkreuz verliehen. Mit dem 21. Abschuss wurde er zum Offizier vorgeschlagen, nach dem 30. Abschuss zum Leutnant befördert und am 25. Oktober 1918 zur Auszeichnung mit dem Pour le Mérite vorgeschlagen, der ihm erst nach Kriegsende am 17. Januar 1919 übergeben wurde. Am 4. November 1918 schoss Dörr seinen letzten und 35. Gegner ab. Mit 31 Jahren war Dörr einer der ältesten Jagdflieger der deutschen Fliegertruppe. Die meisten seiner Luftsiege (30) errang er auf einer Fokker D.VII und galt somit als der erfolgreichste Jagdflieger des Krieges mit diesem Jagdflugzeug.
Nach dem Krieg blieb Dörr der Fliegerei treu und kam als Verkehrsflieger zur Deutschen Lufthansa. Bis 1928 legte er als Flugkapitän 580.000 km zurück. Am 11. Dezember 1928 steuerte Dörr die dreimotorige Junkers G 31 D-1473 „Rheinland“ im Nachtluftverkehr von Köln nach Berlin. Aus unbekannter Ursache war er gezwungen, mit seiner Maschine in Letzlingen bei Stendal notzulanden, doch das Flugzeug fing Feuer und brannte aus. Der einzige Passagier konnte sich leicht verletzt retten, Flugzeugführer Dörr, sein Bordmonteur Müller und sein Funker Orgel starben in den Flammen.
Gustav Dörr wurde auf dem Invalidenfriedhof in Berlin beigesetzt. Zu Ehren ihres tödlich verunglückten Piloten benannte die Deutsche Lufthansa später eine ihrer Verkehrsmaschinen Junkers Ju 52/3m auf den Namen „Gustav Dörr“.

## Abschussliste
| Sieg-Nr. | Datum              | Gegner              | Ort                 | Zeit  |
| -------- | ------------------ | ------------------- | ------------------- | ----- |
| 1        | 17. März 1918      | Sopwith 1½ Strutter | Montzéville, Verdun | 07:20 |
| 2        | 11. April 1918     | SPAD S.VII          | Tracy-le-Mont       |       |
| 3        | 28. Mai 1918       | Breguet 14          | Vendeuil            | 15:00 |
| n. a.    | 1. Juni 1918       | RE8                 | La Ferté-Milon      |       |
| 4        | 12. Juni 1918      | SPAD S.VII          | Haraumont           |       |
| 5        | 28. Juni 1918      | SPAD S.XIII         | Villers-Cotterêts   |       |
| 6        | 28. Juni 1918      | SPAD S.VII          | Villers-Cotterêts   |       |
| 7        | 5. Juli 1918       | Breguet 14          | Brumetz             | 11:10 |
| 8        | 8. Juli 1918       | Breguet 14          | Villers-Cotterêts   | 11:30 |
| 9        | 15. Juli 1918      | SPAD S.VII          | Comblizy            | 16:45 |
| 10       | 15. Juli 1918      | Breguet 14          | Nr Comblizy         | 17:00 |
| 11       | 18. Juli 1918      | SPAD S.XIII         | Pernant             | 06:50 |
| 12       | 18. Juli 1918      | Breguet 14          | Montigny            | 07:05 |
| 13       | 21. Juli 1918      | SPAD                | Neuilly             | 14:25 |
| 14       | 24. Juli 1918      | SPAD S.XIII         | Pernant             | 11:30 |
| 15       | 25. Juli 1918      | Breguet 14          | La Croix            | 11:00 |
| 16       | 29. Juli 1918      | Breguet 14          | Fère-en-Tardenois   | 17:00 |
| 17       | 30. Juli 1918      | SPAD S.VII          | Coincy              | 11:50 |
| 18       | 1. August 1918     | Nieuport 28         | Bruyères            | 11:00 |
| 19       | 4. August 1918     | Breguet 14          | Nampteuil           | 08:10 |
| 20       | 11. August 1918    | Breguet 14          | Braisne             | 12:30 |
| 21       | 21. August 1918    | SPAD S.XI           | Rosnay              | 11:45 |
| 22       | 21. August 1918    | SPAD                | Branges             |       |
| 23       | 24. August 1918    | Salmson 2A2         | Vézaponin           | 13:30 |
| 24       | 2. September 1918  | SPAD S.XI           | Ormes               | 11:25 |
| 25       | 2. September 1918  | SPAD S.XI           | Reims               | 11:30 |
| 26       | 4. September 1918  | SPAD S.VII          | N Fismes            | 14:00 |
| 27       | 14. September 1918 | SPAD S.XI           | Blanzy              |       |
| 28       | 16. September 1918 | SPAD S.VII          | Fismes              |       |
| 29       | 24. September 1918 | SPAD S.VII          | Soissons            | 19:00 |
| 30       | 26. September 1918 | SPAD S.XI           | Fismes              | 13:00 |
| 31       | 3. Oktober 1918    | Salmson 2A2         | Coucy-le-Château    |       |
| 32       | 5. Oktober 1918    | Salmson 2A2         | Brimont             |       |
| 33       | 9. Oktober 1918    | Breguet 14          | Coucy-le-Château    |       |
| n. a.    | 27. Oktober 1918   | SPAD S.XI           | u/c Malmaison       | 10:00 |
| 34       | 27. Oktober 1918   | SPAD S.XI           | Amifontaine         | 15:40 |
| n. a.    | 28. Oktober 1918   | SPAD                |                     |       |
| 35       | 30. Oktober 1918   | Salmson 2A2         | Missy               | 11:00 |
| n. a.    | 4. November 1918   | Einsitzer           |                     |       |